# Снежана (Дизнијев лик)
Снежана (енгл. Snow White) главни је лик Дизнијевог филма Снежана и седам патуљака из 1937. године. То је први дугометражни филм Волта Дизнија, те је самим тим Снежана и прва Дизни принцеза, а такође и први измишљени женски лик који је добио звезду на Холивудској стази славних. Лик Снежане заснован је на главном лику из истоимене бајке познате у многим европским државама, а најпознатија је баварска верзија коју су прикупила браћа Грим. Снежани је глас позајмила Адријана Каселоти.

## Појављивања

### Снежана и седам патуљака
Снежана се први пут појављује у филму Снежана и седам патуљака из 1937. године. У „другој, далекој земљи”, „пре много, много година”, мистериозна и ледена лепа жена са магичним моћима (промотивна брошура из 1938. године сугерише да је моћи добила продавши „себе телом и душом злим духовима” немачке планине Харц) стекла је свој краљевски положај удајом за краља удовца, дајући јој власт над његовим краљевством пре него што је умро. Зла краљица поседовала је чаробно огледало којим је могла сазнати све што пожели. Чаробно огледало показује уклето, задимљено лице демона који одговара краљичиним захтевима. Редовно пита огледало ко је најлепша жена у царству („Реци ми огледалце чаробно што висиш на зиду, ко је жена најлепша?”), а огледало би јој увек одговарало да је она. Краљица има магичну моћ само над својим доменом, а то је дворац.
У филму је Снежана у почетку приказана као да живи под својом злом, пакосном маћехом, Злом краљицом, која је присиљава на тежак посао, плашећи се да би Снежанина лепота једног дана могла надмашити њену. Након многих година, краљичино магично огледало потврђује да је Снежана најлепша, због чега је краљица послала ловца да убије Снежану. Он нема срца да то уради, па јој помаже да побегне у шуму. Након мучне ноћи проведене у шуми, Снежана налеће на кућу седам патуљака, који јој радо пружају уточиште. Снежана заузврат патуљцима спрема по кући и кува им храну. Сви патуљци су је брзо заволели, осим Љутка.
Краљица открива да је Снежана жива, па користи магију да се преруши у старицу и отрује јабуку која ће свакога ко је поједе бацити у „спавајућу смрт” из које ће је оживети само пољубац праве љубави. Док су патуљци у руднику, прерушена краљица стиже до куће патуљака и нуди Снежани отровну јабуку. Снежана загризе јабуку и пада у кому. Након открића шта се догодило патуљци проналазе краљицу, која након покушаја да их убије пада са литице у смрт. Верујући да је и она мртва, патуљци праве мртвачки ковчег за Снежану. Након неког времена, принц наилази на Снежану. Тужан због њене привидне смрти, пољуби је, проузрокујући њено буђење. Док седам патуљака плеше од радости, Снежана и принц одлазе да живе срећно до краја живота.

#### Карактеристике
Снежана је принцеза и најлепша у земљи. Магично огледало њене маћехе је описује да има „усне као руже румене, косу као абонос црну и кожу као снег белу.” Иако је први пут виђена у ритама на почетку филма, Снежана је најпознатија по својој легендарној хаљини са плавим горњим делом, пуфнастим плавим рукавима са црвеним шарама, жутом сукњом дужине глежњака са белим оковратником, заједно са жутим ципелицама и црвеним раифом са машном у њеној коси.
Снежана је невина, љубазна, нежна, слатка и весела. Њена великодушност, поверење и спремност да помогне могу узроковати невољу, јер би је други могли искористити, као што је учинила њена зла маћеха. Иако је осетљива и нежна, она може бити енергична и крута, као када је рекла седам патуљака да оперу руке или када је изгрдила птице јер су „застрашивале јадну старицу.” Снежана је саосећајна и задовољна у одржавању куће за дивних седам патуљака док чека поново да се сретне са својим вољеним принцем. Својом љубазношћу и етеричном лепотом, Снежана осваја свако створење у краљевству своје маћехе краљице. Такође показује велику отпорност и унутрашњу снагу против несреће.

#### Опис
У оригиналном филму, Снежана је приказана са црном косом и смеђим очима. Носи суптилну шминку и руж. Црвена боја њених усана и образа подсећа на црвену боју јабуке која је шаље у дубок сан. Она још није одрасла жена, већ девојка у својим пубертетским годинама. Има буцмасте образе и равне груди. Њено испупчено лице карактеристично је за добро здравље и љубазност.
Снежанине ноге су мршаве, али њени раширени бокови показатељи су да је девојка са заносом. Има кратку косу и коврчаву боб фризуру која јој даје изглед детета. Њен глас и начин говора такође су дечји. Њене деликатне ципеле са штиклом употпуњују њен младалачки изглед. Док је Снежана коју приказују браћа Грим имала око 7 година, Дизнијева Снежана има око 14 година.
Изгубљена у шуми, Снежана изгледа прилично неспретно. Њена хаљина заглавила се у гранама дрвећа и накратко пада у језеро. Ипак, друге сцене приказују Снежанине покрете као „грациозне, врсне и елегантне”, указујући на аристократски одгој. Када се придружи свом неименованом принцу на његовом коњу, Снежана јаше бочно седло. Још један показатељ њеног „нежног” и „дамског” стила.
Снежанина одећа је традиционално женствена и прилично опрезна у покривању што је више могуће коже. Њен главни костим је дуга хаљина, са белим овратником, плавим и пуфнастим рукавима, жутом сукњом. Она такође носи смеђи огртач са црвеном унутрашњошћу, ципеле на штиклу са машницама, као и црвену врпцу у коси.
Снежанин невин изглед је у супротности са сексуалном зрелошћу њене маћехе, како у изгледу, тако и у понашању. Ипак, нарцистична жеља краљице да постане најлепша жена поставља сукоб између маћехе и пасторке. Огледало служи као „мушки судија женске лепоте” у овом „такмичењу”, а краљица наизглед зависи од „пресудног гласа” огледала у свом самовредновању. Док су у филму обе жене приказане као прелепе, пасивна и слатка млада девојка оцењена је као боља од своје жестоке и хладнокрвне маћехе.

#### Развој
Почетне скице аниматора за лик Снежане, од којих су неке биле сличне Бети Буп, нису испуниле очекивања Волта Дизнија, пошто су биле превише „цртане”. Хамилтон Ласк, ког је Дизни изабрао за надзорног аниматора за лик Снежане, био је задужен за изазов да Снежану учини визуелно приближнијом људима и реалнијом од било ког другог цртаног лика Дизни студија. То је био изазов за који су Ласк и ко-аниматор Лес Кларк претходно били замољени да истражују развијајући лик Персефоне за кратки цртани филм Богиња пролећа из серије кратких филмова Блесава симфонија. Лес Кларк је касније о том пројекту напоменуо: „Сигуран сам да је Волт размишљао унапред о Снежани.” Иако је лик Персефоне изгледао помало беживотно и без личности, тај експеримент у опонашању реалистичног људског покрета и анатомије настављен је и његове лекције примењене су у развоју анимационих техника Снежане. Снежану и краљицу прерадили су Грим Натвик и Норм Фергусон, који су често обарали упутства Волта Дизнија.
Релативно нова техника коришћења снимака са правим људима као референцу за кретање ликова била је интензивно коришћена за оживљавање лика Снежане. Млада плесачица Марџори Селест Белхер (звана Марџи Бел) послужила је као модел за Снежану. Хамилтон Ласк водио ју је кроз снимање бројних секвенци кретања, а затим су аниматори проучавали и копирали снимке да би побољшали реализам анимираних покрета Снежане. Аниматор Оли Џонстон касније се присетио: „Хамово пажљиво планирање и снимање играних снимака, увек са идејом на уму како би се то могло користити у анимацији, резултирало је врло уверљивим ликом.”
Првобитно, Дизни није могао пронаћи оно што је сматрао прикладним гласом за Снежану. Око 150 девојака биле су на аудицији за улогу Снежане, укључујући познате глумице попут Дијане Дербин, чији је глас деловао превише старо Дизинју. Један од Дизнијевих асистената назвао је учитеља музике Гвида Каселотија, жалећи се да у Холивуду нема девојака које певају. Каселоти је желео да понуди да пошаљу најбоље што могу да слушају студенте, али испоставило се да је његова 20-годишња ћерка Адријана чула разговор на другом телефону у кући и почела да пева гласом младе девојке. Њен отац био је збуњен и рекао је својој ћерки да се склони од телефона, али кастинг директору се свидео њен глас и позвао ју је на аудицију. Након што ју је Волт Дизни чуо, одмах јој је дао улогу. Студио је потписао уговор са више страница са Адријаном Каселоти. Било јој је забрањено да пева у филму или на радију пре или после премијере филма јер Волт Дизни није желео да се глас Снежане чује било где другде. Уместо тога, добила је 970 долара (сада вредних приближно 17 хиљада долара).

## Тумачи
| Година | Филм/серија              | Коментар        | Оригинални тумач  | Српски тумач        |
| ------ | ------------------------ | --------------- | ----------------- | ------------------- |
| 1937.  | Снежана и седам патуљака | главна улога    | Адријана Каселоти | Ирина Арсенијевић   |
| 2013.  | Софија Прва              | гостујућа улога | Кетрин вон Тил    | Марија Вељковић     |
| 2015.  | Наследници               | споредна улога  | Стефани Бенет     | /                   |
| 2018.  | Ралф растура интернет    | споредна улога  | Памела Рибон      | Бојана Вунтуришевић |